# Freddie Highmore

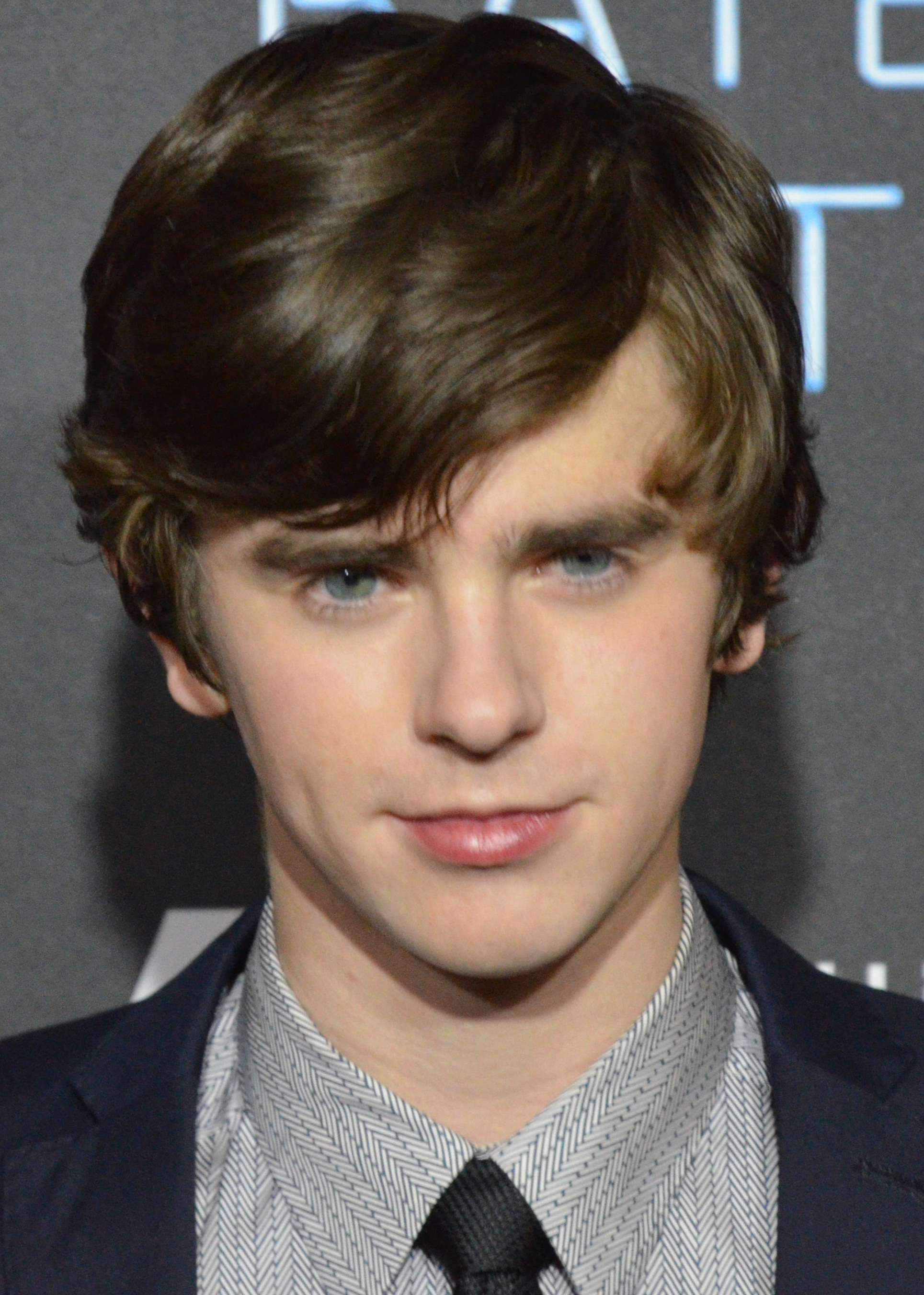
Freddie Highmore (2013)

Alfred „Freddie“ Thomas Highmore (* 14. Februar 1992 in London) ist ein britischer Schauspieler,  Synchronsprecher und Drehbuchautor.

## Leben
Sein Vater ist der Filmschauspieler Edward Highmore, sein Bruder Bertie Highmore (* 1995) war ebenfalls als Kinderdarsteller tätig. Seine Mutter Sue Latimer ist eine Schauspielagentin, welche unter anderem die britischen Schauspieler Imelda Staunton und Daniel Radcliffe unter Vertrag hat.
Freddie Highmore war als junger Arthur in der Fernsehverfilmung Die Nebel von Avalon, in dem Kinofilm Zwei Brüder von Regisseur Jean-Jacques Annaud und in der Sommerkomödie Ein gutes Jahr von Ridley Scott neben Russell Crowe zu sehen.
Internationale Bekanntheit erlangte er an der Seite von Johnny Depp und Kate Winslet mit der Rolle des Peter in Wenn Träume fliegen lernen (Finding Neverland). Highmore spielte in Tim Burtons Neuverfilmung von Charlie und die Schokoladenfabrik ebenfalls mit Johnny Depp. Für seine Rolle wurde er im Jahr 2006 mit einem Young Artist Award ausgezeichnet. Von 2013 bis 2017 verkörperte er neben Vera Farmiga eine der zwei zentralen Hauptfiguren in der A&E-Serie Bates Motel, welche im weitesten Sinne ein Prequel zu Alfred Hitchcocks Adaption des Romans Psycho von Robert Bloch darstellt. Seit 2017 stellt er in der Krankenhausserie The Good Doctor den autistischen Assistenzarzt Dr. Shaun Murphy dar.
Von 2010 bis 2014 studierte Highmore am Emmanuel College Spanisch und Arabisch als Hauptfächer und spricht zudem fließend Französisch.
Freddie Highmore hält sein Privatleben weitgehend von der Öffentlichkeit fern. Im September 2021 wurde bekannt, dass er seit Spätsommer 2021 mit der Britin Klarissa Munz verheiratet ist.

## Filmografie (Auswahl)

### Als Schauspieler
- 1999: Women Talking Dirty
- 2000: Happy Birthday Shakespeare (Fernsehfilm)
- 2001: Die Nebel von Avalon (The Mists of Avalon, Fernsehfilm)
- 2001: Jagd auf den Schatz der Riesen (Jack and the Beanstalk: The Real Story, Fernsehfilm)
- 2004: Zwei Brüder (Two Brothers)
- 2004: Wenn Träume fliegen lernen (Finding Neverland)
- 2004: Five Children and It
- 2005: Charlie und die Schokoladenfabrik (Charlie and the Chocolate Factory)
- 2006: Ein gutes Jahr (A Good Year)
- 2006: Arthur und die Minimoys (Arthur et les Minimoys)
- 2007: Der Klang des Herzens (Evan Taylor/August Rush)
- 2008: Die Geheimnisse der Spiderwicks (The Spiderwick Chronicles)
- 2009: Arthur und die Minimoys 2 – Die Rückkehr des bösen M (Arthur et la vengeance de Maltazard)
- 2010: Toast (Fernsehfilm)
- 2010: Arthur und die Minimoys 3 – Die große Entscheidung (Arthur et la guerre des deux mondes)
- 2011: Von der Kunst, sich durchzumogeln (The Art of Getting By)
- 2013–2017: Bates Motel (Fernsehserie)
- 2016: The Journey
- 2017–2024: The Good Doctor (Fernsehserie)
- 2021: Crime Game (Way Down)
- 2021: Leonardo (Fernsehserie)

### Als Drehbuchautor
- 2016–2017: Bates Motel (Fernsehserie, 2 Folgen)
- 2018: The Good Doctor (Fernsehserie, Folge 2.01 Hello)

### Als Regisseur
- 2017: Bates Motel (Fernsehserie, 5.08 The Body)
- 2019–2021: The Good Doctor (Fernsehserie, 3 Folgen)

### Als Synchronsprecher
- 2007: Der Goldene Kompass (The Golden Compass)
- 2009: Astro Boy – Der Film
- 2023: Das Gespenst von Canterville

## Auszeichnungen und Nominierungen
Golden Globe Award
- 2018: Nominierung als Bester Serien-Hauptdarsteller – Drama für The Good Doctor

Screen Actors Guild Award
- 2005: Nominierung als Bester Nebendarsteller für Wenn Träume fliegen lernen
- 2005: Nominierung als Bestes Schauspielensemble für Wenn Träume fliegen lernen

Critics’ Choice Movie Award
- 2005: Auszeichnung als Bester Jungdarsteller für Wenn Träume fliegen lernen
- 2006: Auszeichnung als Bester Jungdarsteller für Charlie und die Schokoladenfabrik
- 2007: Nominierung als Bester Jungdarsteller für Ein gutes Jahr
- 2008: Nominierung als Bester Jungdarsteller für Der Klang des Herzens

Critics’ Choice Television Award
- 2014: Nominierung als Bester Hauptdarsteller in einer Dramaserie für Bates Motel
- 2015: Nominierung als Bester Hauptdarsteller in einer Dramaserie für Bates Motel
- 2018: Nominierung als Bester Hauptdarsteller in einer Dramaserie für Bates Motel